# Tatarszczyzna
Tatarszczyzna – kolonia w Polsce położona w województwie podlaskim, w powiecie sokólskim, w gminie Sokółka.
Miejscowość Tatarszczyzna wchodzi w skład obrębu ewidencyjnego WALENKOWO (0052), gmina Sokółka.

## Historia
Gdy w 1921 roku opracowano na potrzeby parcelacji odręczny szkic majątku Kundzin nad Łosośną na potrzeby Okręgowego Urzędu Ziemskiego Białostockiego, zostało na nim zaznaczone (tuż nad rzeką) uroczysko o nazwie Tatarszczyzna. (....) Świadczy o tym bliskość wsi zamieszkanych przez nowo przybyłych Tatarów: Malawicz, Bohonik, Drahli. Kolonia znajduje się w dolinie Łosośny. 
W 1983 roku w Tatarszczyźnie nad Łosośną – w tzw. tatarskich górach, w których, zgodnie z miejscowym przekazem, zawsze panował dobry tatarski dżinn – odbyły się ogólnopolskie uroczystości (z monumentalnym wieczornym widowiskiem plenerowym, zorganizowanym przy  udziale  inż. Jana Bartoszewicza z Kundzina) z okazji 300-lecia odsieczy wiedeńskiej i osadnictwa tatarskiego.  
W latach 1975–1998 miejscowość administracyjnie należała do województwa białostockiego.